# Wissam Ben Yedder
Wissam Ben Yedder (Sarcelles, 1990. augusztus 12. –) francia válogatott labdarúgó, az iráni Szepáhán játékosa.

## Pályafutása

### Toulouse
A tunéziai származású Ben Yedder Sarcelles, Île-de-France városában született. Ben Yedder a helyi, francia negyedosztályban szereplő UJA Alfortville csapatában kezdte felnőtt karrierjét. Ezután 2010-ben az első osztályú Toulouse csapatába szerződött.
2010. október 16-án mutatkozott be egy 2-0-ás vereséggel véget érő, Paris Saint-Germain elleni meccsen. Az első két szezonjában 13 alkalommal jött be csereként, és az első gólját 2012. április 21-én szerezte, amikor egyenlítő találatot szerzett, egy végül 2-1-re elveszített Evian elleni meccsen.

### Szepáhán
2025. április 2-án aláírt az iráni Szepáhán csapatához.

## Sikerei, díjai

### Klub
Sevilla
- Európai szuperkupa döntős (1) : 2016
- Spanyol szuperkupa döntős (1) : 2016

### Válogatott
Franciaország
- UEFA Nemzetek Ligája: 2020–21[4]

### Egyéni
- UNFP – Az év csapata: 2021–22[5]
- UNFP – A hónap játékosa: 2019 December, 2022 Január, 2023 Január
- Ligue 1 – Gólkirály: 2019–20

## Statisztikái
2023. február 26-án fríssitve.
| Klub               | Szezon             | Bajnokság       | Bajnokság | Kupa            | Kupa  | Ligakupa        | Ligakupa | Európa          | Európa | Egyéb           | Egyéb | Összesen        | Összesen |
| Klub               | Szezon             | Pályára lépések | Gólok     | Pályára lépések | Gólok | Pályára lépések | Gólok    | Pályára lépések | Gólok  | Pályára lépések | Gólok | Pályára lépések | Gólok    |
| ------------------ | ------------------ | --------------- | --------- | --------------- | ----- | --------------- | -------- | --------------- | ------ | --------------- | ----- | --------------- | -------- |
| UJA Alfortville    | 2009–10            | 23              | 9         | 0               | 0     | —               | —        | —               | —      | —               | —     | 23              | 9        |
| UJA Alfortville    | Összesen           | 23              | 9         | 0               | 0     | —               | —        | —               | —      | —               | —     | 23              | 9        |
| Toulouse II        | 2010–11            | 17              | 11        | —               | —     | —               | —        | —               | —      | —               | —     | 17              | 11       |
| Toulouse II        | 2011–12            | 1               | 1         | —               | —     | —               | —        | —               | —      | —               | —     | 1               | 1        |
| Toulouse II        | 2012–13            | 2               | 2         | —               | —     | —               | —        | —               | —      | —               | —     | 2               | 2        |
| Toulouse II        | Összesen           | 20              | 14        | —               | —     | —               | —        | —               | —      | —               | —     | 20              | 14       |
| Toulouse           | 2010–11            | 4               | 0         | 1               | 0     | —               | —        | —               | —      | —               | —     | 5               | 0        |
| Toulouse           | 2011–12            | 9               | 1         | 1               | 0     | 1               | 0        | —               | —      | —               | —     | 11              | 1        |
| Toulouse           | 2012–13            | 34              | 15        | 2               | 0     | 1               | 0        | —               | —      | —               | —     | 37              | 15       |
| Toulouse           | 2013–14            | 38              | 16        | 2               | 0     | 2               | 1        | —               | —      | —               | —     | 42              | 17       |
| Toulouse           | 2014–15            | 36              | 14        | 1               | 1     | 1               | 0        | —               | —      | —               | —     | 38              | 15       |
| Toulouse           | 2015–16            | 35              | 17        | 2               | 1     | 4               | 5        | —               | —      | —               | —     | 41              | 23       |
| Toulouse           | Összesen           | 156             | 63        | 9               | 2     | 9               | 6        | —               | —      | —               | —     | 174             | 71       |
| Sevilla            | 2016–17            | 31              | 11        | 4               | 5     | —               | —        | 5               | 2      | 2               | 0     | 42              | 18       |
| Sevilla            | 2017–18            | 24              | 8         | 6               | 3     | —               | —        | 11              | 10     | —               | —     | 41              | 21       |
| Sevilla            | 2018–19            | 35              | 18        | 5               | 2     | —               | —        | 13              | 10     | 1               | 0     | 54              | 30       |
| Sevilla            | Összesen           | 91              | 38        | 15              | 10    | —               | —        | 29              | 22     | 3               | 0     | 138             | 70       |
| Monaco             | 2019–20            | 26              | 18        | 3               | 1     | 2               | 0        | —               | —      | —               | —     | 31              | 19       |
| Monaco             | 2020–21            | 37              | 20        | 4               | 2     | —               | —        | —               | —      | —               | —     | 41              | 22       |
| Monaco             | 2021–22            | 37              | 25        | 4               | 5     | —               | —        | 11              | 2      | —               | —     | 52              | 32       |
| Monaco             | 2022–23            | 21              | 14        | 1               | 1     | —               | —        | 10              | 5      | —               | —     | 32              | 20       |
| Monaco             | Összesen           | 121             | 77        | 12              | 9     | 2               | 0        | 21              | 7      | —               | —     | 156             | 93       |
| Karrierje összesen | Karrierje összesen | 411             | 201       | 36              | 21    | 11              | 6        | 50              | 29     | 3               | 0     | 510             | 257      |